# Leonard Plukenet

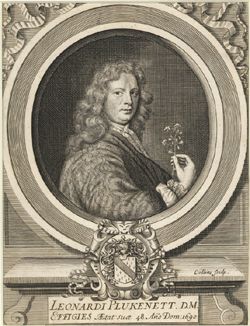
Leonard Plukenet

Leonard Plukenet (1642 — 1706) foi um botânico britânico.
Foi farmacêutico em  Westminster, Londres,  posteriormente superintendente do jardim botânico do Palácio Real  Hampton Court com o título de  professor real de botânica, sob o reinado de Maria II de Inglaterra.
Publicou entre 1691 e 1705 o trabalho   "Phytographia"  utilizando os espécimes  americanos e desenhos enviados pelo botânico John Banister (1650-1692).
Colaborou como assistente de John Ray (1627-1705) na produção do segundo volume de "Historia Plantarum" , publicado em Londres entre  1686 e 1704.
Publicou também "Almagestum botanicum" em 1696,   "Almagesti botanici mantissa" em 1700 e  "Amaltheum botanicum" em 1705.
Seu herbário com aproximadamente 8.000 espécies está atualmente conservado no Museu Britânico.